# Beatbox

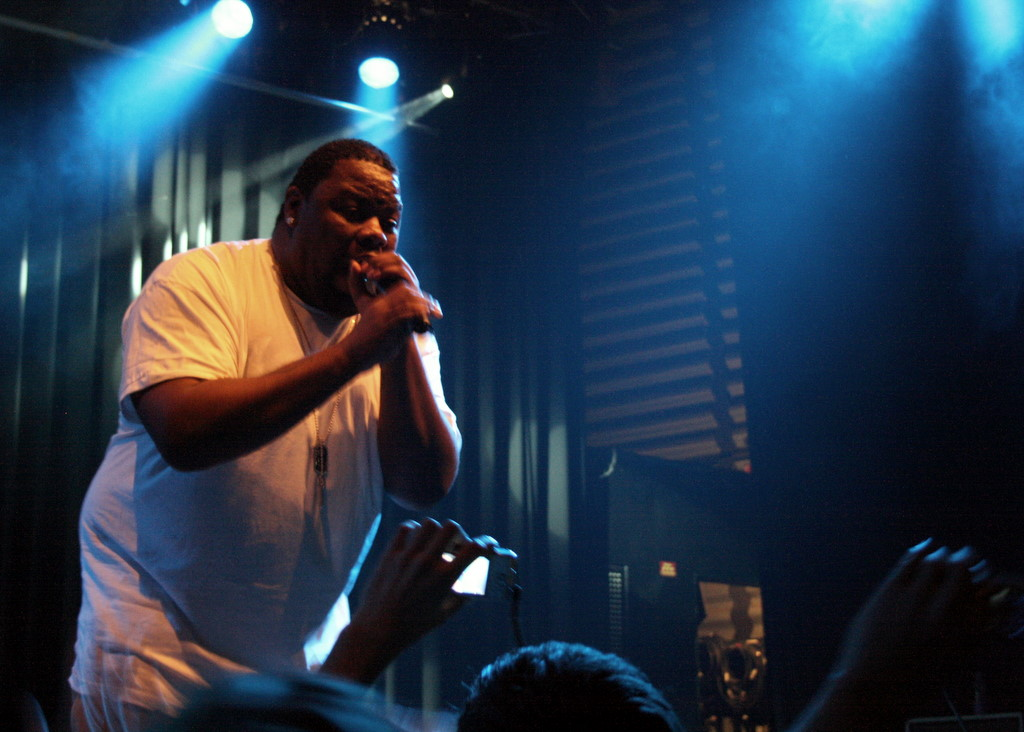
Biz Markie đang thực hiện kĩ thuật beatbox

Beatbox là một bộ môn nghệ thuật sử dụng miệng, môi, lưỡi và giọng nói của một người để mô phỏng âm thanh của bộ gõ, mà cụ thể là mô phỏng âm thanh của trống điện tử (drum machine). Ngoài ra, beatbox cũng bao gồm việc mô phỏng âm thanh từ của máy quay đĩa hoặc những nhạc cụ khác. Ngày nay, beatbox là một phần của văn hóa hip-hop và thường được coi là "trụ cột thứ năm" của dòng nhạc hip-hop. Tuy nhiên, bộ môn nghệ thuật này không hề bị giới hạn riêng trong lĩnh vực này.